# Néret
Pour les articles homonymes, voir Néret (homonymie).
Néret est une commune française située dans le département de l'Indre, en région Centre-Val de Loire.

## Toponymie
Ses habitants sont appelés les Néretois.
Le nom de la localité est attesté sous les formes Nierec au XIIIe siècle, Neretum en 1327, Nerez en 1621.

## Géographie

### Localisation
La commune est située dans le sud-est du département, à la limite avec le département du Cher. Elle est située dans la région naturelle du Boischaut Sud.
Les communes limitrophes sont : Urciers (4 km), Champillet (4 km), Châteaumeillant (5 km), Montlevicq (6 km) et Vicq-Exemplet (7 km).
Les communes chefs-lieux et préfectorales sont : La Châtre (12 km), Châteauroux (44 km), Issoudun (44 km) et Le Blanc (83 km).

### Hameaux et lieux-dits
Les hameaux et lieux-dits de la commune sont : Acre, Bord, le Poirier du Loup, Rochepeau, la Vallas, le Gessé, le Grand Thary, le Petit Thary, la Madrolle, Ninerolles, Mulles, les Couturolles, le Maury et le Tremble.

### Géologie et hydrographie
La commune est classée en zone de sismicité 2, correspondant à une sismicité faible.
Le territoire communal est arrosé par le ruisseau La Vallas et possède sept étangs, dont trois en face de la ferme Le Gessé, et quatre à proximité de Châteaumeillant. On trouve aussi deux lavoirs, une fontaine et des puits dans les fermes.

### Climat
Pour des articles plus généraux, voir Climat du Centre-Val de Loire et Climat de l'Indre.
En 2010, le climat de la commune est de type climat océanique dégradé des plaines du Centre et du Nord, selon une étude du CNRS s'appuyant sur une série de données couvrant la période 1971-2000. En 2020, Météo-France publie une typologie des climats de la France métropolitaine dans laquelle la commune est exposée à un climat océanique altéré et est dans la région climatique Ouest et nord-ouest du Massif Central, caractérisée par une pluviométrie annuelle de 900 à 1 500 mm, maximale en automne et en hiver.
Pour la période 1971-2000, la température annuelle moyenne est de 11,1 °C, avec une amplitude thermique annuelle de 15,6 °C. Le cumul annuel moyen de précipitations est de 790 mm, avec 12,4 jours de précipitations en janvier et 7,3 jours en juillet. Pour la période 1991-2020, la température moyenne annuelle observée sur la station météorologique de Météo-France la plus proche, « Chateaumeillant », sur la commune de Châteaumeillant à 4 km à vol d'oiseau, est de 11,9 °C et le cumul annuel moyen de précipitations est de 799,3 mm,. Pour l'avenir, les paramètres climatiques de la commune estimés pour 2050 selon différents scénarios d'émission de gaz à effet de serre sont consultables sur un site dédié publié par Météo-France en novembre 2022.

### Voies de communication et transports
Le territoire communal est desservi par les routes départementales : 54E, 68, 71, 71B et 943.
La gare ferroviaire la plus proche est la gare de Châteauroux, à 49 km.
Néret est desservie par la ligne F du Réseau de mobilité interurbaine.
L'aéroport le plus proche est l'aéroport de Châteauroux-Centre, à 53 km.

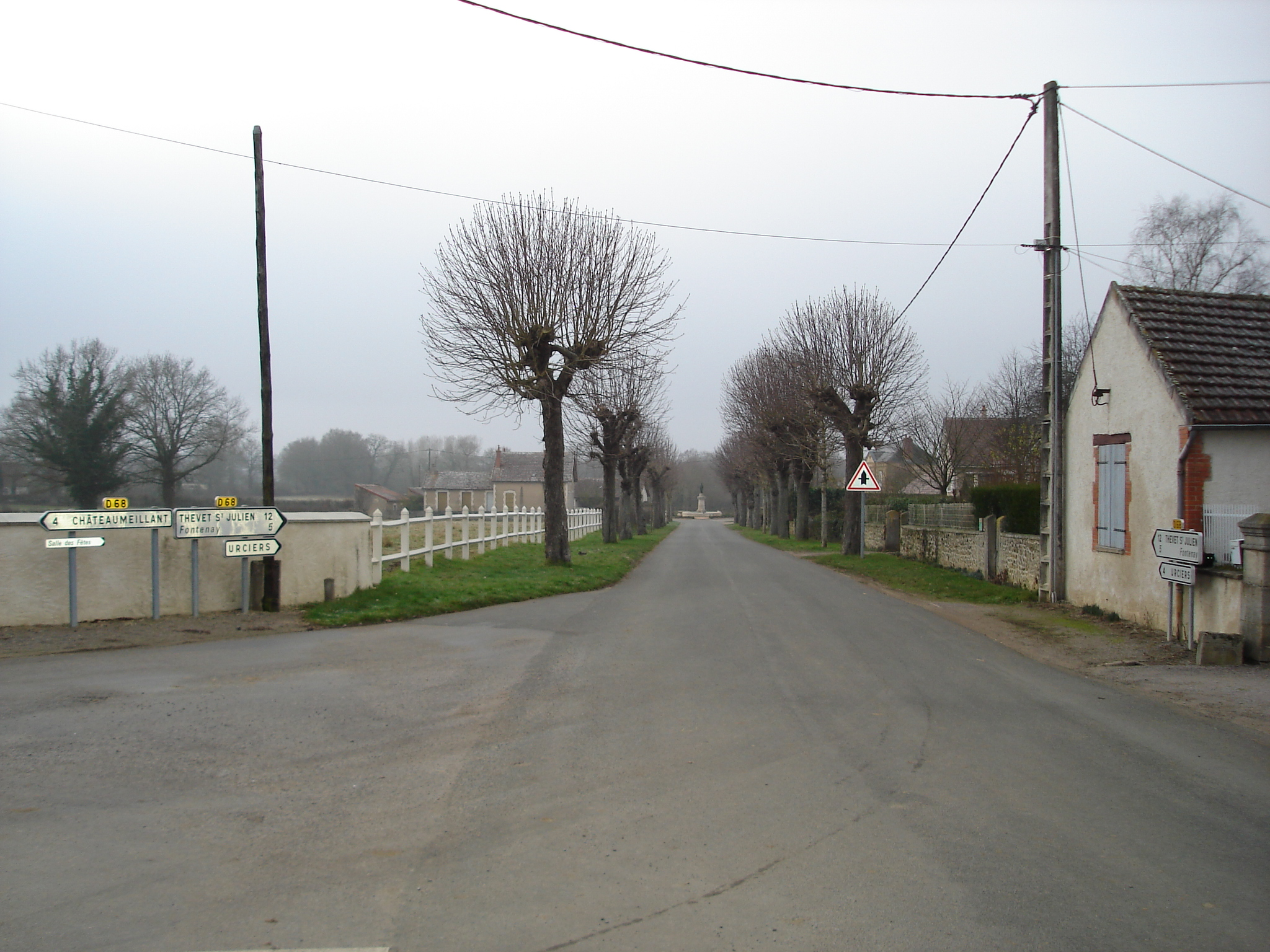
La route départementale 68 en direction de Thevet-Saint-Julien en 2012.
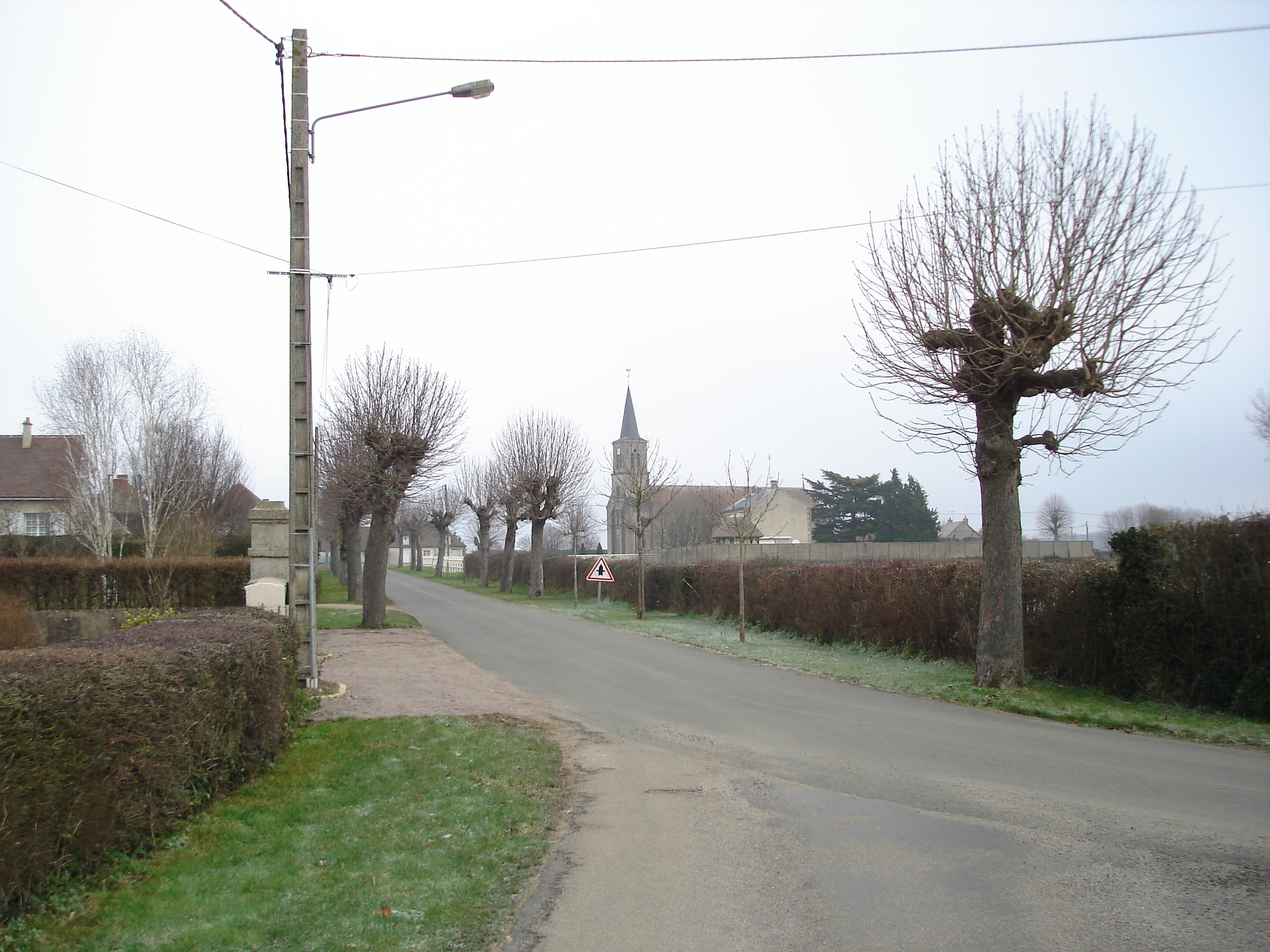
La route départementale 68 en direction de Châteaumeillant en 2012.

## Histoire
Néret appartenait en 1290 au chevalier Hues de Merlay, qui prend le titre de « sire de Néret ». Plus tard, la seigneurie de Néret fut possédée par Joachim de Chabannes, chevalier, seigneur de Néret, qui en fournit le dénombrement à Georges de Gamaches, le 4 mai 1615. Quelques années après, les seigneurs de Châteaumeillant l'achetèrent et la réunirent au comté. Elle y resta jusqu'en 1781, époque à laquelle elle fut vendue à M. Robin de La Cotardière, par les héritiers du marquis de Brunoy.

## Urbanisme

### Typologie
Au 1er janvier 2024, Néret est catégorisée commune rurale à habitat très dispersé, selon la nouvelle grille communale de densité à sept niveaux définie par l'Insee en 2022.
Elle est située hors unité urbaine et hors attraction des villes,.

### Occupation des sols
L'occupation des sols de la commune, telle qu'elle ressort de la base de données européenne d’occupation biophysique des sols Corine Land Cover (CLC), est marquée par l'importance des territoires agricoles (90 % en 2018), une proportion identique à celle de 1990 (90 %). La répartition détaillée en 2018 est la suivante : 
terres arables (45,1 %), prairies (34,2 %), zones agricoles hétérogènes (10,7 %), forêts (8,6 %), zones urbanisées (1,3 %). L'évolution de l’occupation des sols de la commune et de ses infrastructures peut être observée sur les différentes représentations cartographiques du territoire : la carte de Cassini (XVIIIe siècle), la carte d'état-major (1820-1866) et les cartes ou photos aériennes de l'IGN pour la période actuelle (1950 à aujourd'hui).

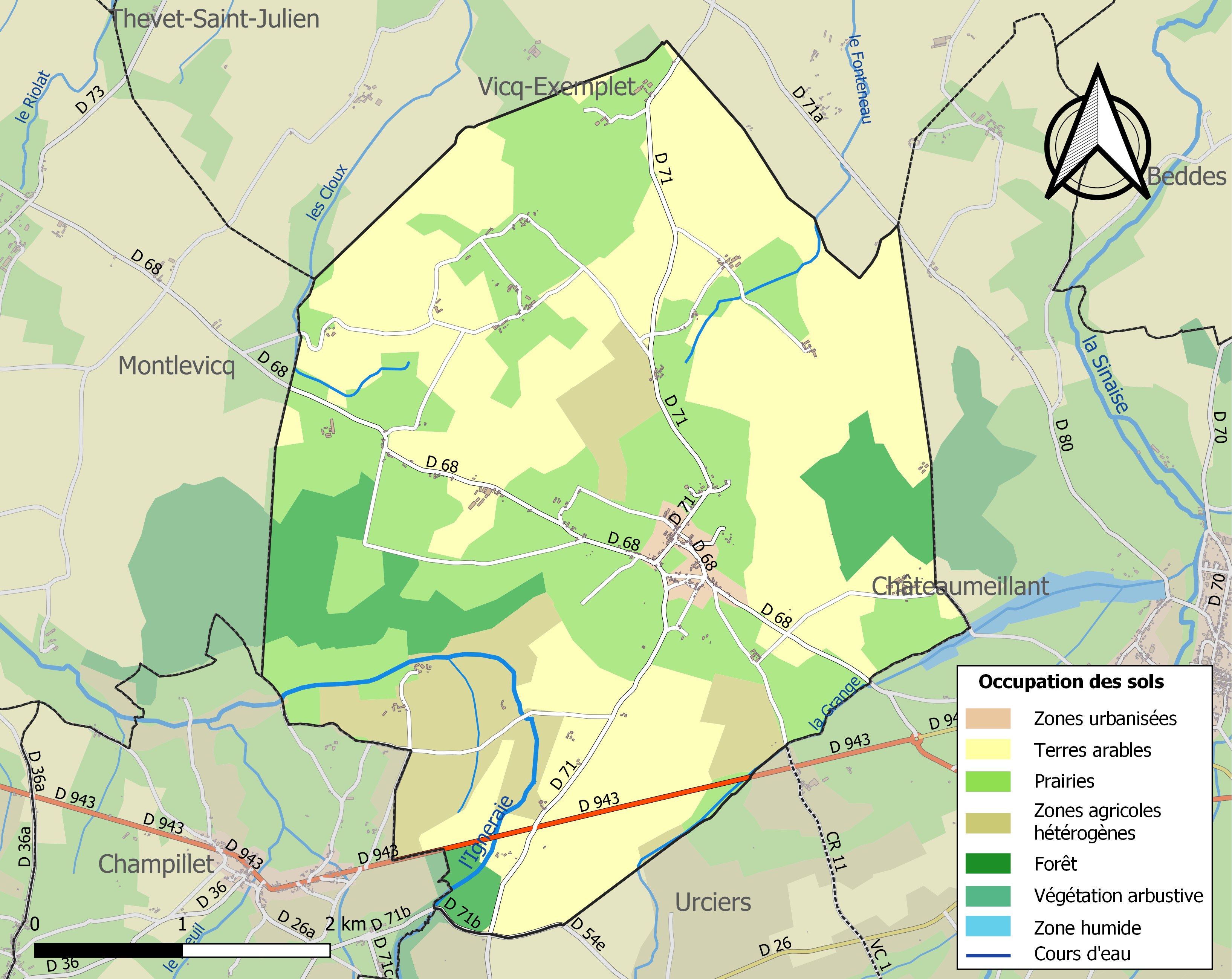
Carte des infrastructures et de l'occupation des sols de la commune en 2018 (CLC).

### Logement
Le tableau ci-dessous présente le détail du secteur des logements de la commune :
| Date du relevé                                              | 2013   |
| Nombre total de logements                                   | 141    |
| Résidences principales                                      | 70,2 % |
| Résidences secondaires                                      | 17,3 % |
| Logements vacants                                           | 12,5 % |
| Part des ménages propriétaires de leur résidence principale | 85,3 % |

### Risques majeurs
Le territoire de la commune de Néret est vulnérable à différents aléas naturels : météorologiques (tempête, orage, neige, grand froid, canicule ou sécheresse), mouvements de terrains et séisme (sismicité faible). Un site publié par le BRGM permet d'évaluer simplement et rapidement les risques d'un bien localisé soit par son adresse soit par le numéro de sa parcelle.

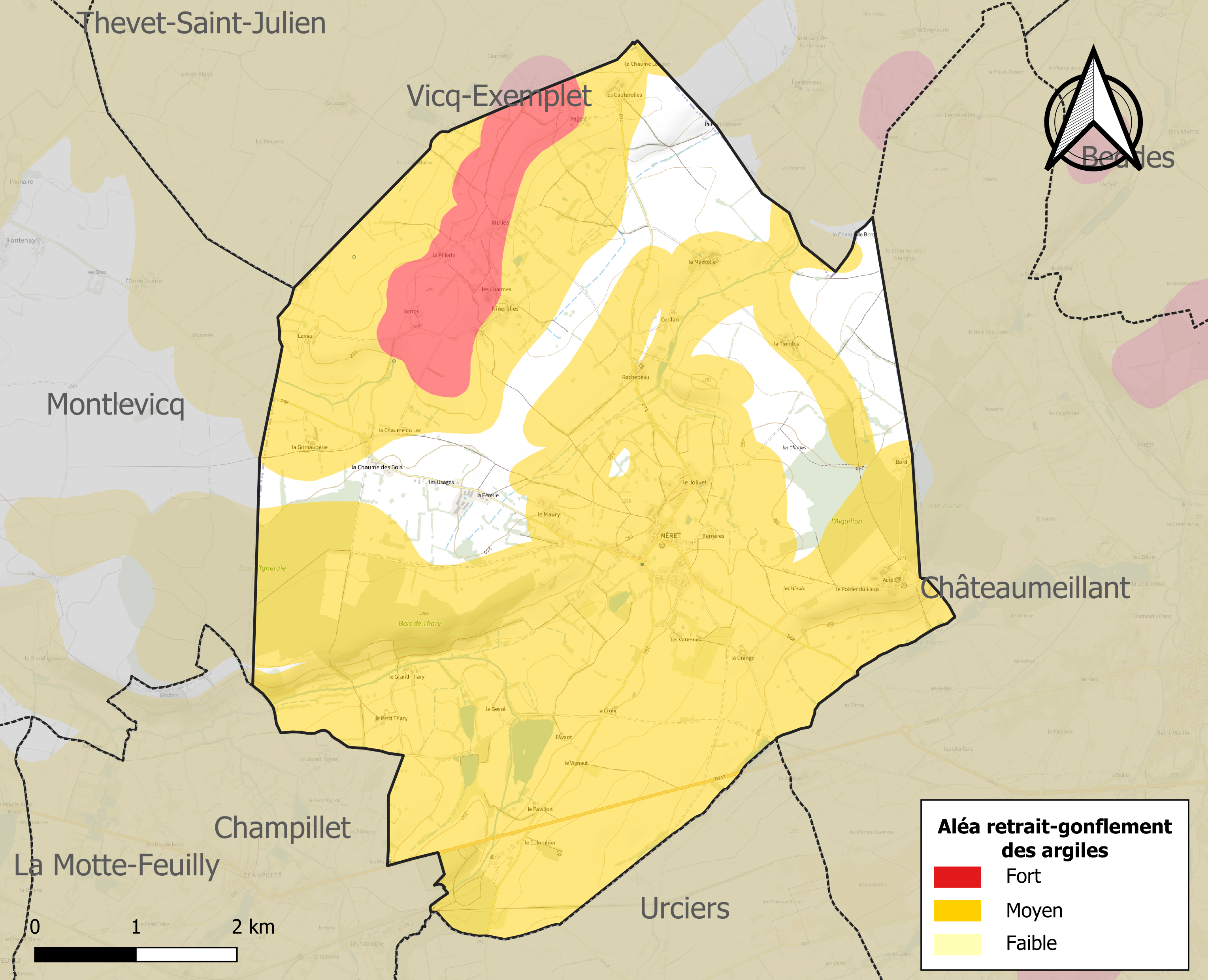
Carte des zones d'aléa retrait-gonflement des sols argileux de Néret.

Les mouvements de terrains susceptibles de se produire sur la commune sont des tassements différentiels.
Le retrait-gonflement des sols argileux est susceptible d'engendrer des dommages importants aux bâtiments en cas d’alternance de périodes de sécheresse et de pluie. 82,8 % de la superficie communale est en aléa moyen ou fort (84,7 % au niveau départemental et 48,5 % au niveau national). Sur les 147 bâtiments dénombrés sur la commune en 2019, 134 sont en aléa moyen ou fort, soit 91 %, à comparer aux 86 % au niveau départemental et 54 % au niveau national. Une cartographie de l'exposition du territoire national au retrait gonflement des sols argileux est disponible sur le site du BRGM,.
Concernant les mouvements de terrains, la commune a été reconnue en état de catastrophe naturelle au titre des dommages causés par la sécheresse en 1989, 1991, 2011, 2016 et 2018 et par des mouvements de terrain en 1999.

## Politique et administration
La commune dépend de l'arrondissement de La Châtre, du canton de La Châtre, de la deuxième circonscription de l'Indre et de la communauté de communes de La Châtre et Sainte-Sévère.

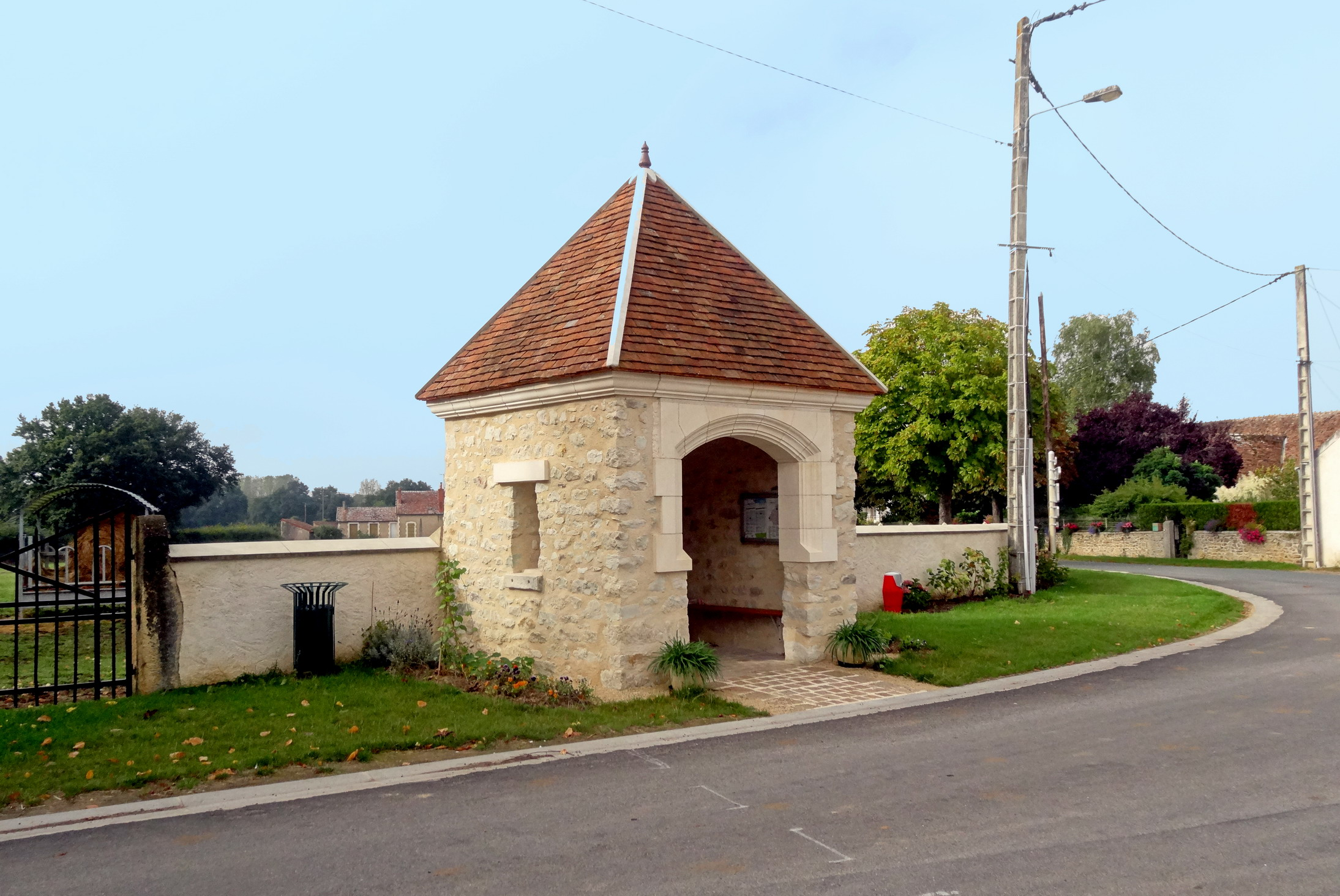
La cabine téléphonique en 2013.

| Période                                  | Période   | Identité           | Étiquette | Qualité                |
| ---------------------------------------- | --------- | ------------------ | --------- | ---------------------- |
| 1952                                     | 2004      | Jacques Perrot     | ?         | ?                      |
| 2004                                     | mars 2014 | Dominique Soupizon | ?         | Conjoint collaborateur |
| mars 2014                                | En cours  | Jean-Michel Medar  | DVD       | Agriculteur            |
| Les données manquantes sont à compléter. |           |                    |           |                        |

## Population et société

### Démographie
L'évolution du nombre d'habitants est connue à travers les recensements de la population effectués dans la commune depuis 1793. Pour les communes de moins de 10 000 habitants, une enquête de recensement portant sur toute la population est réalisée tous les cinq ans, les populations de référence des années intermédiaires étant quant à elles estimées par interpolation ou extrapolation. Pour la commune, le premier recensement exhaustif entrant dans le cadre du nouveau dispositif a été réalisé en 2006.

En 2022, la commune comptait 188 habitants, en évolution de −3,59 % par rapport à 2016 (Indre : −3 %, France hors Mayotte : +2,11 %).
| 1793 | 1800 | 1806 | 1821 | 1831 | 1836 | 1841 | 1846 | 1851 |
| ---- | ---- | ---- | ---- | ---- | ---- | ---- | ---- | ---- |
| 428  | 435  | 415  | 482  | 463  | 492  | 437  | 471  | 475  |

| 1856 | 1861 | 1866 | 1872 | 1876 | 1881 | 1886 | 1891 | 1896 |
| ---- | ---- | ---- | ---- | ---- | ---- | ---- | ---- | ---- |
| 465  | 463  | 501  | 489  | 507  | 554  | 618  | 612  | 587  |

| 1901 | 1906 | 1911 | 1921 | 1926 | 1931 | 1936 | 1946 | 1954 |
| ---- | ---- | ---- | ---- | ---- | ---- | ---- | ---- | ---- |
| 587  | 583  | 614  | 541  | 500  | 480  | 469  | 433  | 382  |

| 1962 | 1968 | 1975 | 1982 | 1990 | 1999 | 2006 | 2011 | 2016 |
| ---- | ---- | ---- | ---- | ---- | ---- | ---- | ---- | ---- |
| 347  | 316  | 253  | 233  | 208  | 208  | 207  | 221  | 195  |

| 2021 | 2022 | - | - | - | - | - | - | - |
| ---- | ---- | - | - | - | - | - | - | - |
| 188  | 188  | - | - | - | - | - | - | - |

### Enseignement
La commune ne possède pas de lieu d'enseignement.

### Médias
La commune est couverte par les médias suivants : La Nouvelle République du Centre-Ouest, Le Berry républicain, L'Écho - La Marseillaise, La Bouinotte, Le Petit Berrichon, L'Écho du Berry, France 3 Centre-Val de Loire, Berry Issoudun Première, Vibration, Forum, France Bleu Berry et RCF en Berry.

## Économie
La commune se situe dans la zone d’emploi de Châteauroux et dans le bassin de vie de Châteaumeillant.
La viticulture est l'une des activités de la commune, qui se trouve dans la zone couverte par l'AOC châteaumeillant.
L'agriculture et l'élevage sont d'autres activités de la commune.
Un camping est présent dans la commune. Il s'agit du camping Le Bonhomme qui dispose de 25 emplacements.

## Culture locale et patrimoine

### Lieux et monuments
- Château de Lavallas
- Château de Rochepeau
- Château d'Acre :  ce château, propriété de la famille Chénon, a appartenu au XVe siècle à Simon de Marcillat, oncle du peintre sur verre Guillaume de Marcillat.
- Église Saint-Martin
- Monument aux morts
- Lanterne des morts : une lanterne des morts neuve, créée par les élèves tailleurs et sculpteurs de pierre de la formation pour la restauration du patrimoine en Berry (Forepabe) a été installée et inaugurée le vendredi, 31 mai 2013[35].
- Lavoir
- Croix
- Fontaine

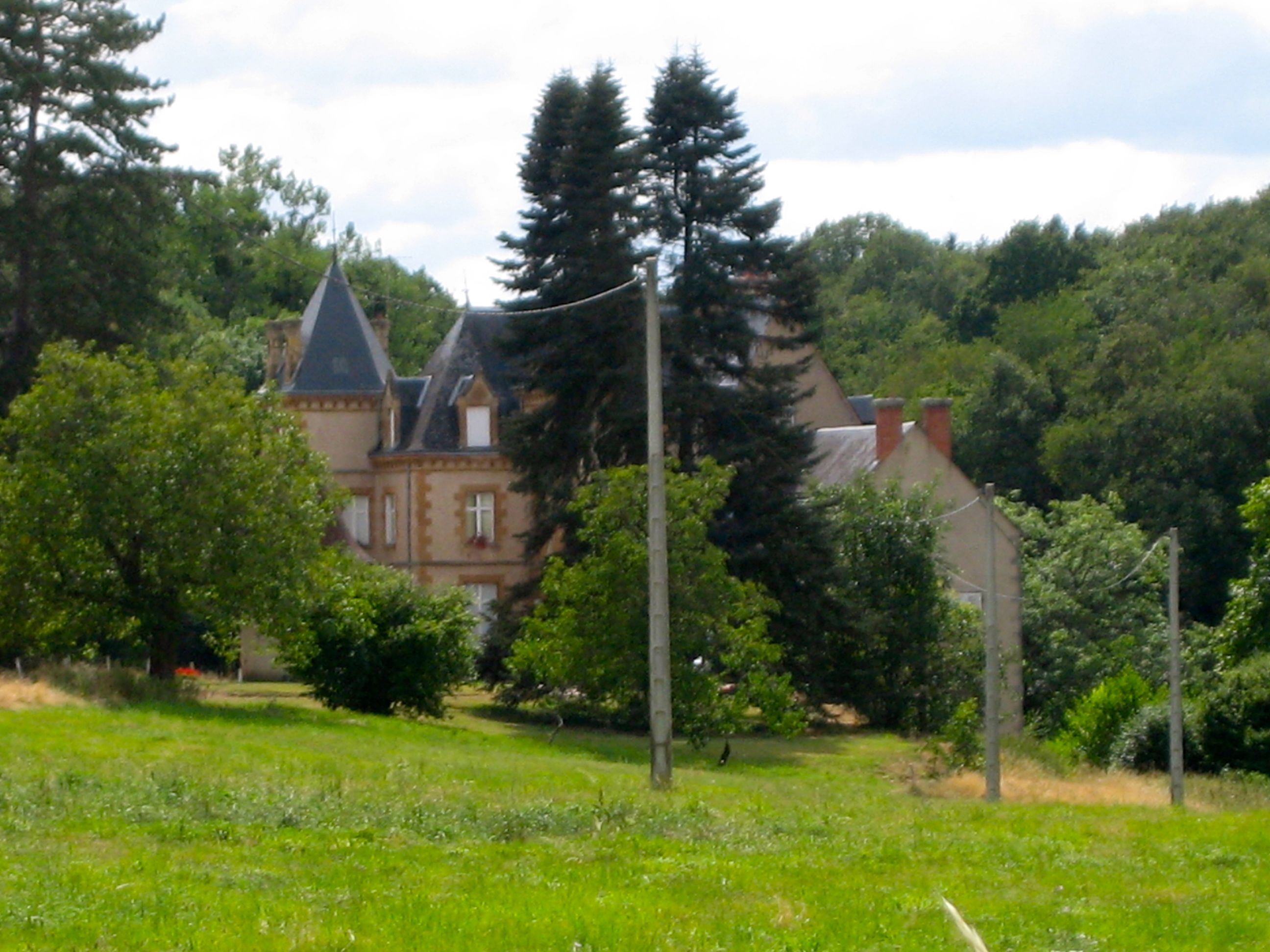
Le château de Lavallas en 2012.
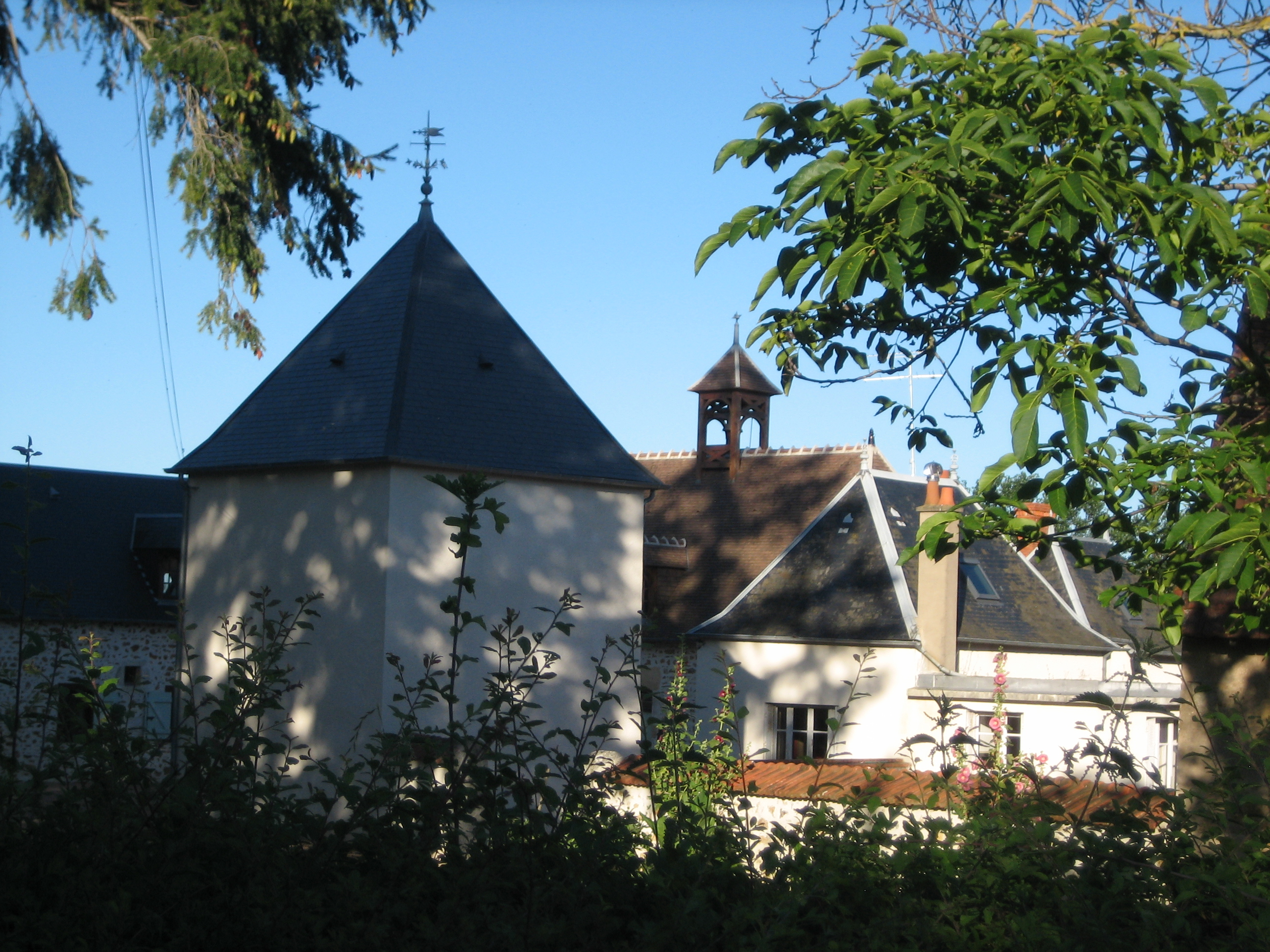
Le château de Rochepeau en 2012.
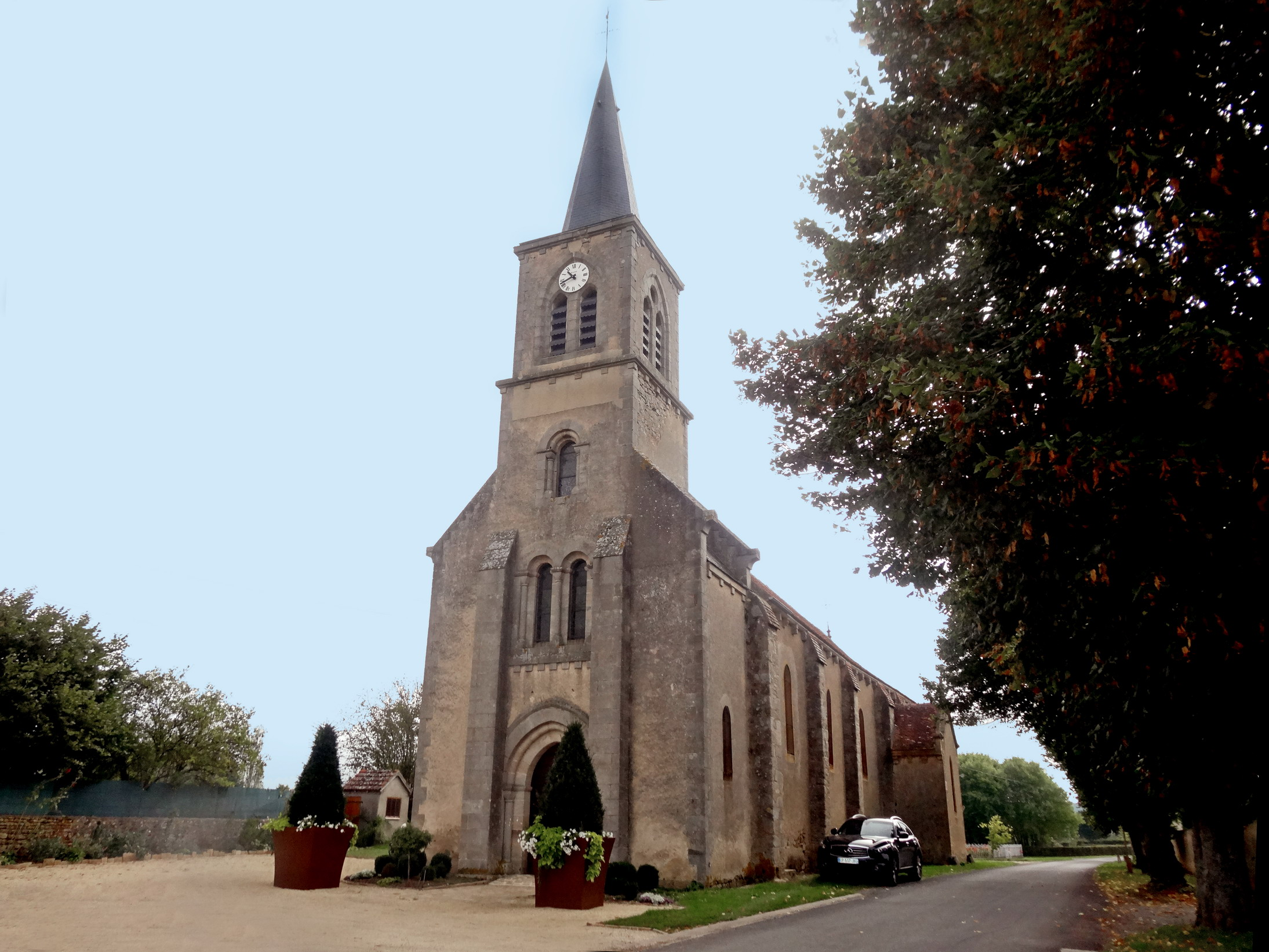
L'église en 2013.
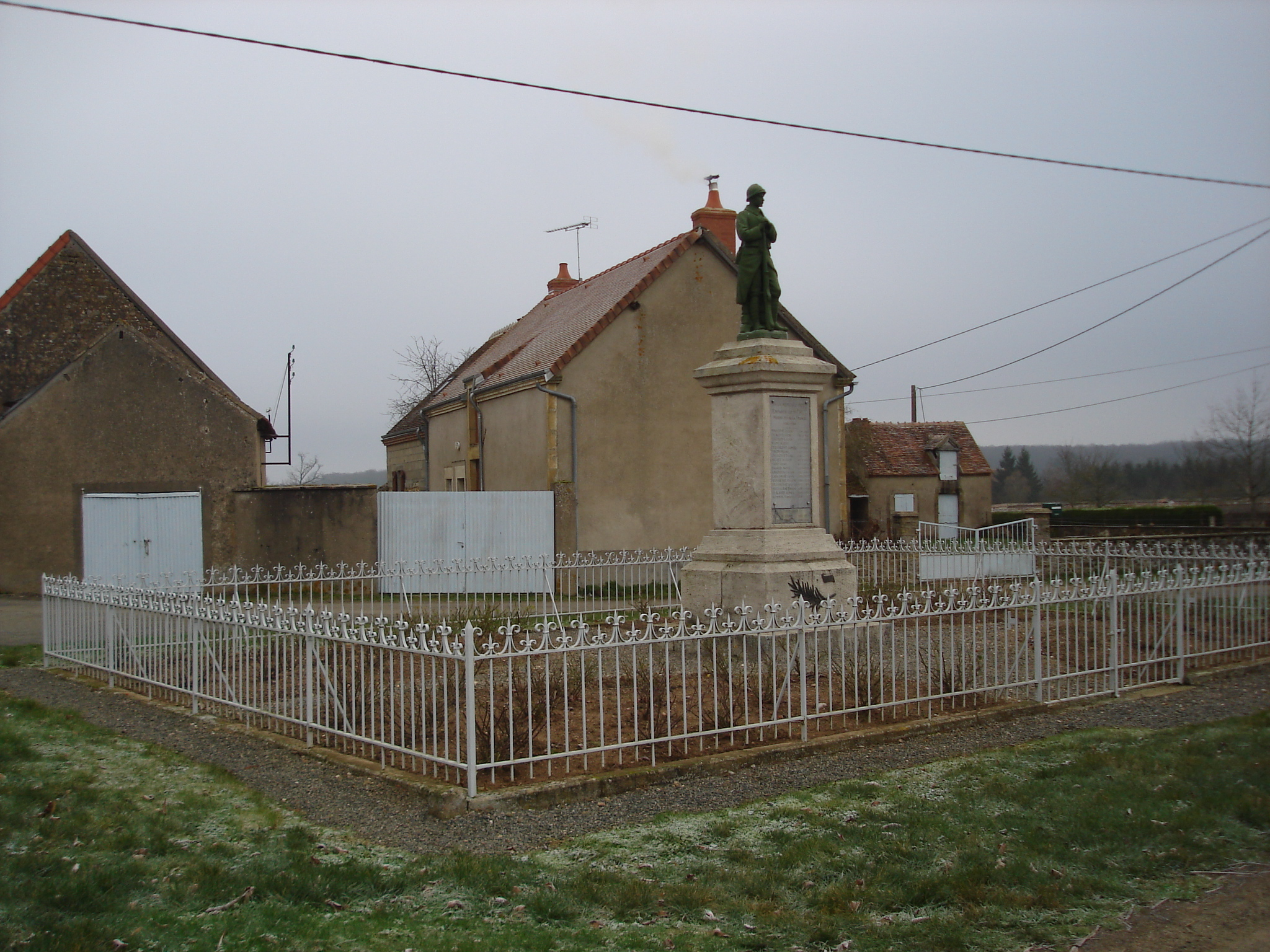
Le monument aux morts en 2012.

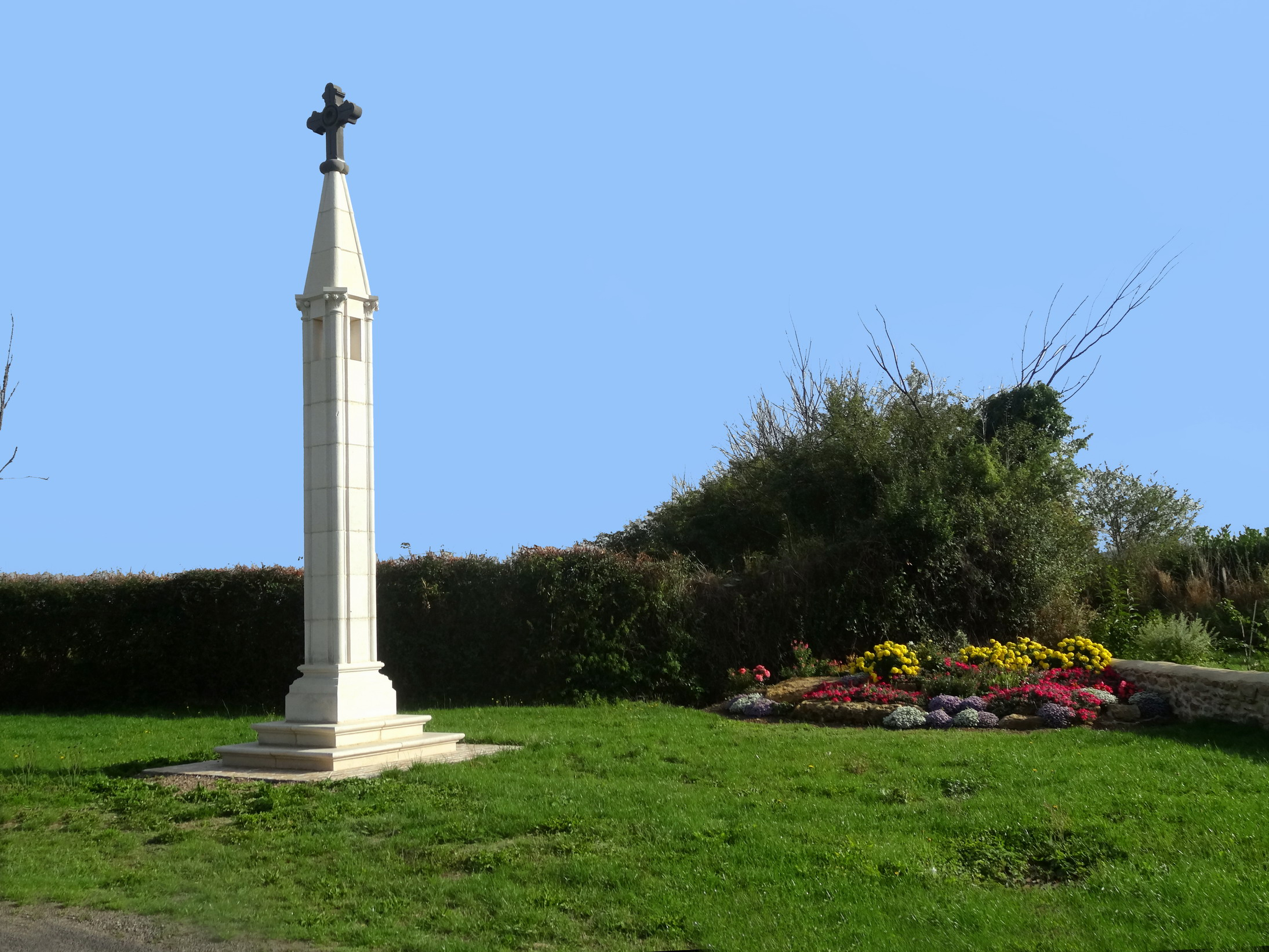
La lanterne aux morts en 2012.
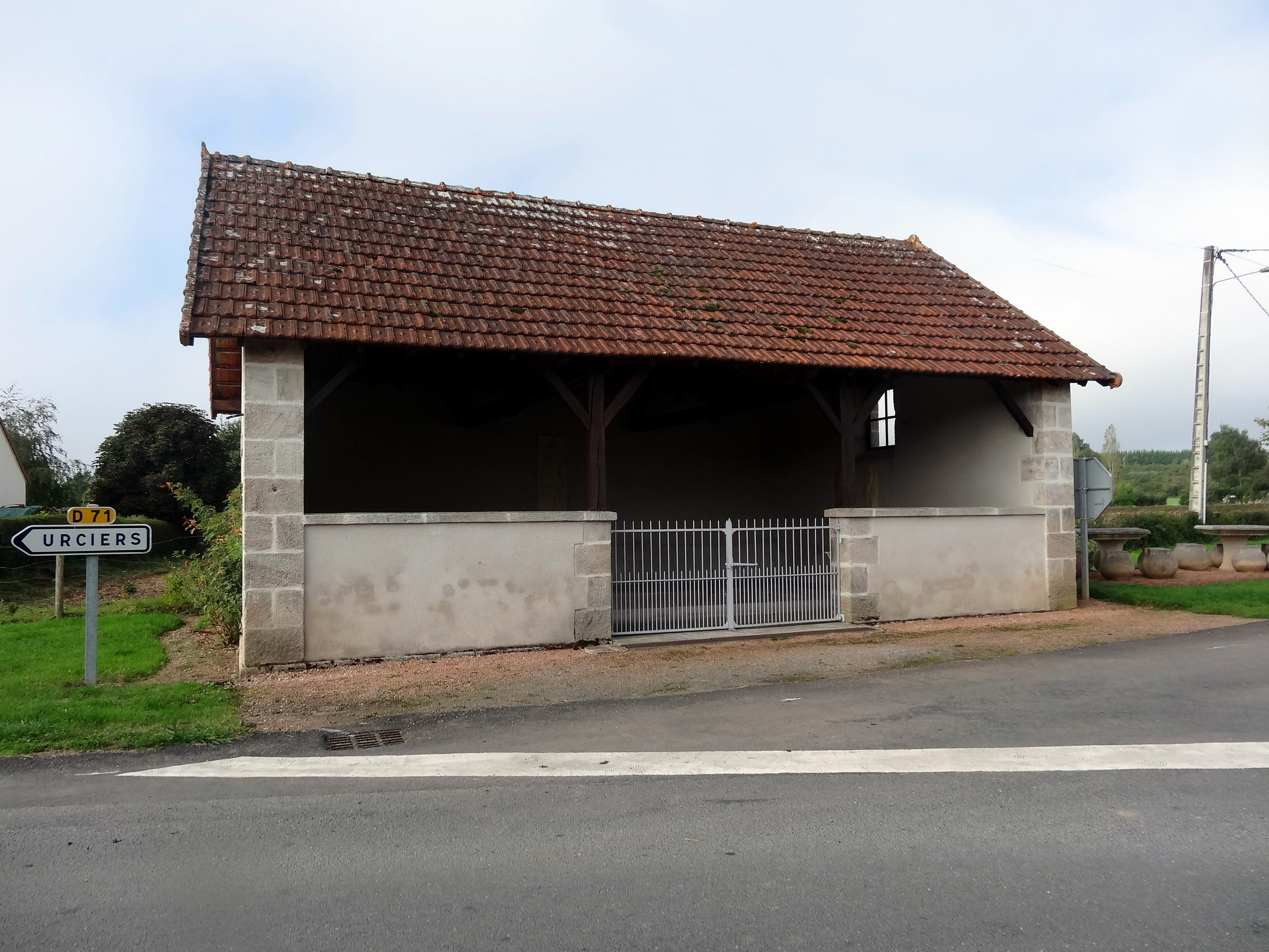
Le lavoir en 2013.
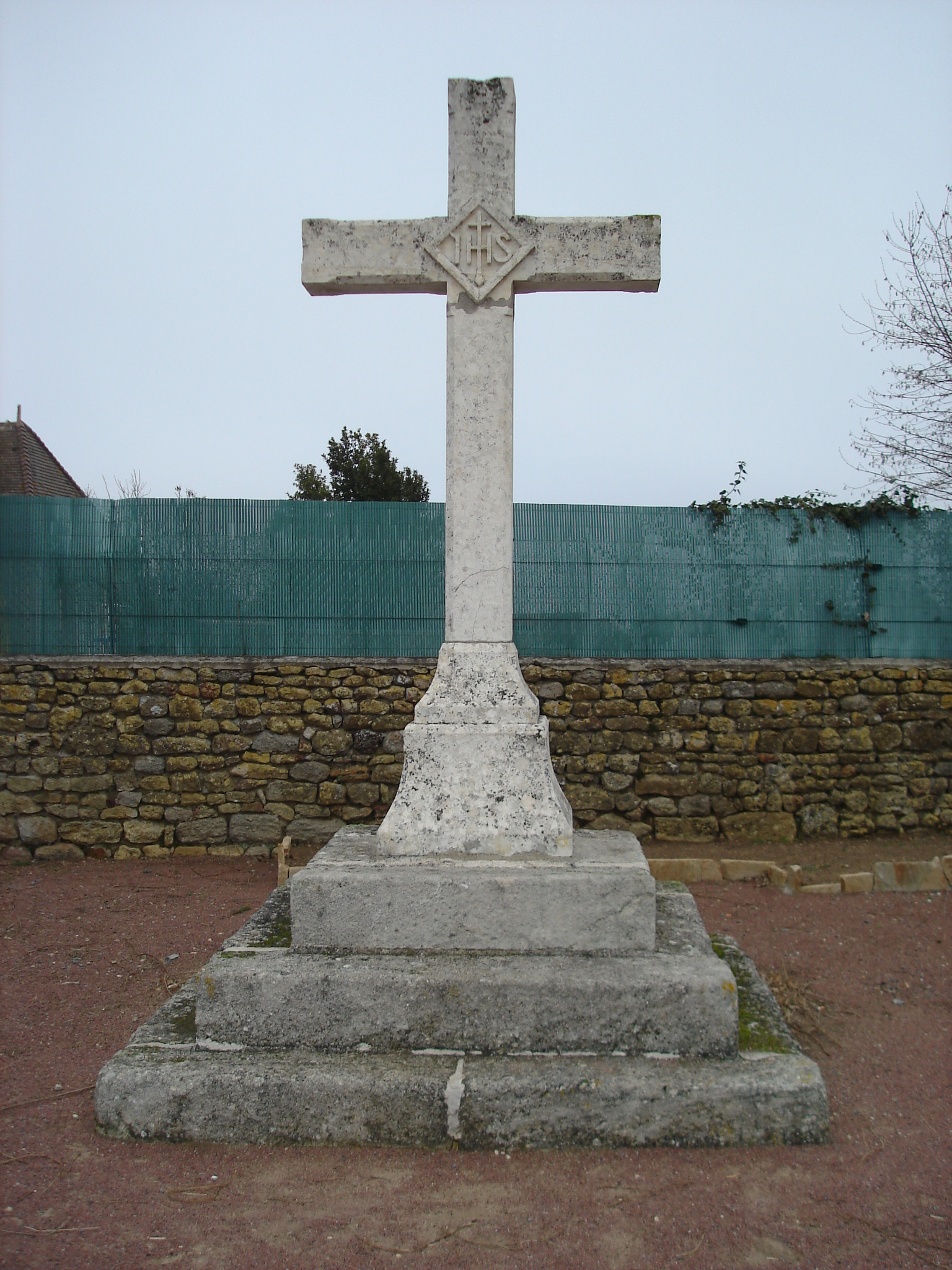
La croix aux morts en 2012.
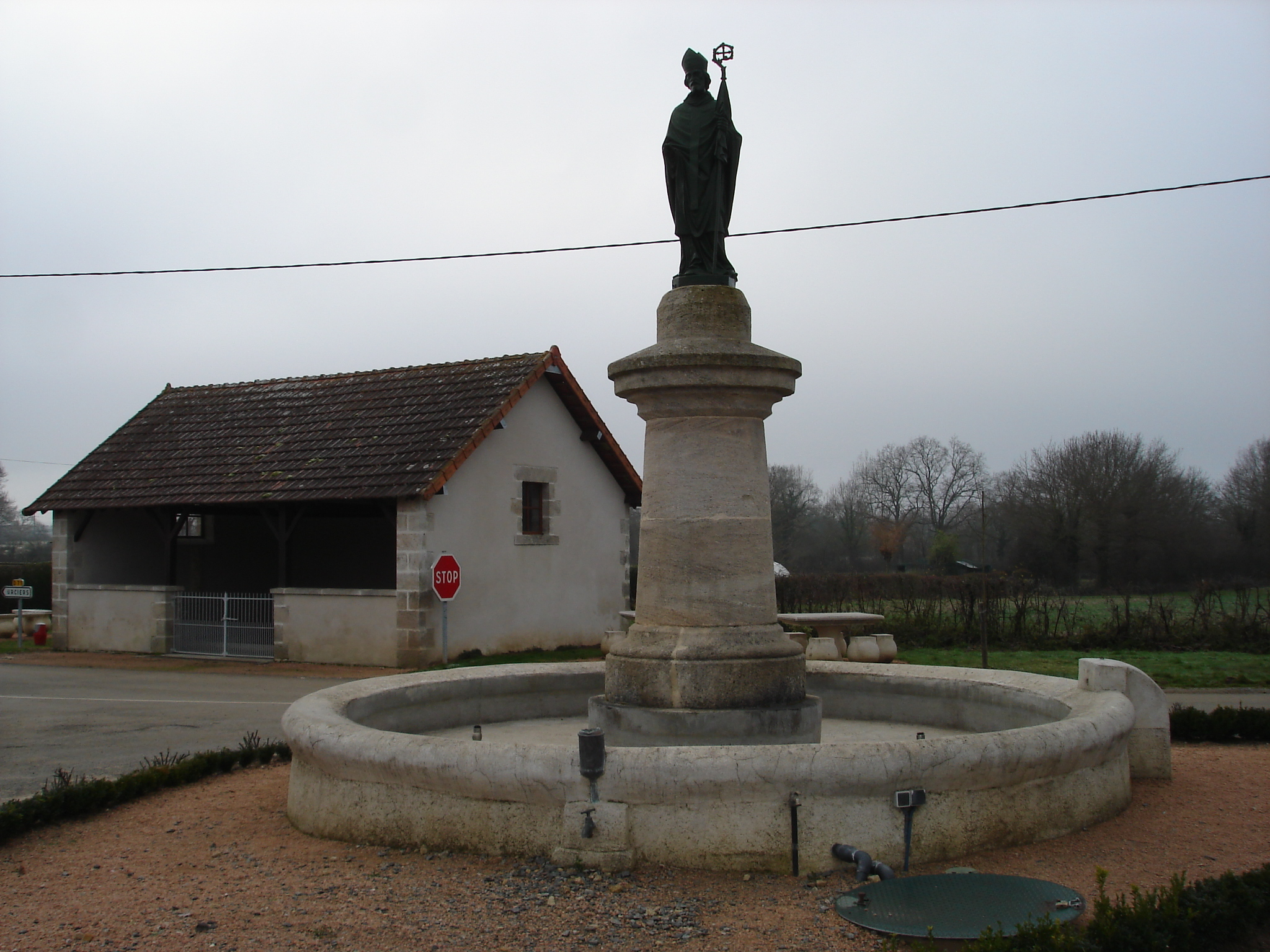
La fontaine aux morts en 2012.

### Personnalités liées à la commune
- Émile Chénon (1857-1927), juriste, archéologue, historien, a vécu toute sa vie entre Paris et le château d'Acre. Il est mort à Paris et enterré à Néret.